# Villa Brugola
Villa Brugola è una villa di Monza situata in via Leopardi 21.
Progettata dall'architetto Arturo Peverelli nei primi anni '50 del XX secolo, l'edificio rappresenta il primo esempio d'architettura organica, nella provincia brianzola.
L'edificio monofamiliare si sviluppa dall'interno verso l'esterno, rispettando il criterio che correla con armonia lo spazio architettonico alla natura, tipico dell'architettura organica.